# Roeselia cuneifera
Roeselia cuneifera är en fjärilsart som beskrevs av Walker 1865. Roeselia cuneifera ingår i släktet Roeselia och familjen trågspinnare. Inga underarter finns listade.